# Белый легион (Грузия)
Бе́лый легио́н (груз. თეთრი ლეგიონი) — грузинское иррегулярное вооружённое формирование, проводившее диверсии в Абхазии. Участвовало в абхазском конфликте. В 1995 году, после отхода подразделений регулярной грузинской армии с территории Абхазии, продолжило партизанскую войну против сухумского правительства. Руководитель — Зураб Самушия. В 1998 году Белый Легион принимал участие в шестидневной войне в Абхазии. В 2005 году Легион был расформирован.

## Статус
В ноябре 2005 Самушия сообщил, что Легион намерен возобновить боевые действия в Абхазии. В марте 2008 года он объявил главной целью олимпиаду 2014 года в Сочи. После признания независимости Абхазии со стороны РФ, размещения на её территории усиленного военного контингента и проведения более частого патрулирования приграничных зон члены «Белого легиона» не столь активны. По одной из версий, этнический состав данного формирования, бежавшие из Абхазии грузины (мегрелы), бывшие сотрудники «МВД Абхазии в изгнании», обеспечил, с одной стороны, её членам возможность пребывать на территории Абхазии вполне легально в качестве местных жителей (преимущественно в Гальском районе, населённом грузинами), а с другой — возможность грузинским специальным службам поддерживать нестабильность в Гальском районе посредством совершаемых в том числе участниками данного формирования террористических актов (в основном при помощи фугасов и заминированной техники) и диверсионных нападений (как правило, на дорогах против малочисленных / малоохраняемых колонн), в том числе против мирного населения на этнической / национальной почве. В этой связи такое формирование принимает характер подпольного, что, в свою очередь, увеличивает время его существования и, следовательно, длительность опосредованного характера участия (и даже контроля) грузинской стороны в событиях в приграничных с Грузией районах.
Cуществованию и проведению вышеуказанной деятельности на территории Абхазии также способствует отсутствие единого реестра пребывающих в районах, приграничных с основной территорией Грузии. По состоянию на 2008-2009 годы известно, что власти самопровозглашённой Абхазии принимают меры по паспортизации населения приграничных с Грузией районов, имеющего грузинское/российское гражданство (паспорт), но не имеет гражданства (паспорта) Абхазии. Грузинская сторона называет данную паспортизацию насильственной.